# 贞女星
贞女星（50 Virginia）是第50颗被人类发现的小行星，于1857年10月4日由德國天文學家卡尔·特奥多尔·罗伯特·路德发现。贞女星的直径为99.8千米，质量为1.0×1018千克，公转周期为1576.682天。
貞女星以羅馬神話的人物維吉尼亞命名。